# Glen Washington
Glen Washington (né en 1957 à Clarendon) est un chanteur et percussionniste jamaïcain de reggae.

## Biographie
La carrière de Glen Washington débute dans les années 1970. Il intègre plusieurs formations, notamment Stepping Stone, groupe dont fait également partie le futur leader de Culture, Joseph Hill. Washington chante et joue des percussions.
Son premier single, Rockers (No Crackers), est enregistré dans le studio du producteur Joe Gibbs en 1978. Il se fait connaître en tant qu'instrumentiste, avec Culture et d'autres artistes reggae, avant de s'installer à Detroit, aux États-Unis. Washington joue ensuite pour Leroy Sibbles, l'ancien chanteur des Heptones, qui s'est établi au Canada, ainsi que pour le groupe canadien The Sattalites. Après son retour aux États-Unis, Washington accompagne Shinehead en tournée. Il reprend sa carrière solo à partir de la fin des années 1990, avec notamment l'album Get Next to Me. Les musiciens Sly and Robbie, ainsi que le saxophoniste Dean Fraser (en), participent à l'enregistrement du morceau Sitting in the Park, figurant sur l'album Number One Girl, sorti en 2000.

## Discographie

### Albums
- 1997 : Selection train (Big B)
- 1998 : Get Next To Me (VP)
- 1998 : Can't You See (Jet Star)
- 1999 : Think About It (Brick Wall)
- 1999 : Solitary Red Rose (Ruff Stuff Records)
- 2000 : Number One Girl (VP) artwork by Julien "Frenchie" Massonnet
- 2000 : Free Up The Vibes (VP)
- 2001 : Reggae Max (Jet Star)
- 2001 : Glen Washington & Friends (Jet Star)
- 2001 : Can't Keep A Good Man Down (Don One)
- 2002 : Your Love (VP)
- 2002 : Wandering Stranger (Studio One)
- 2002 : Toe To Toe (Jet Star)
- 2002 : Brother To Brother (Studio One)
- 2004 : Wanna Be Loved (VP)
- 2004 : The Right Road (Jet Star)

### Singles
- 1997 : rockers nuh crackers
- 1998 : before them taking over
- 1998 : careless people  (tune in riddim)
- 1998 : jah glory  (fade away riddim)
- 1998 : love is the key
- 1998 : waggonist  (bobby babylon riddim)
- 1999 : breaking up  (breaking up riddim)
- 1999 : close to you  (riddim riddim)
- 1999 : don't baby  (street sweeper riddim)
- 1999 : free up the vibes
- 1999 : give me little bit  (ballistic affair riddim)
- 1999 : mad at me  (fatty fatty riddim)
- 2000 : after one glance
- 2000 : all my love  (queen majesty riddim)
- 2000 : got it going on (avec Horace Martin)
- 2000 : heaven must have sent you  (fire coal riddim)
- 2000 : how did you know
- 2000 : live my life  (dem can't call you slackness riddim)
- 2000 : luv gone clear  (everlasting riddim)
- 2000 : more time  (down by the river riddim)
- 2000 : mr music  (shank i sheck riddim)
- 2000 : one of these day (Thank you lord riddim)
- 2000 : saving myself  (over me riddim)
- 2000 : we want to be free  (fever riddim)
- 2001 : all out of love  (more flava riddim)
- 2001 : can i get a witness (avec George Nooks)  (irie and mellow riddim)
- 2001 : feel so nice  (party time riddim)
- 2001 : feeling  (telegram riddim)
- 2001 : greatest love of my life  (only love riddim)
- 2001 : i won't let them  (officially riddim)
- 2001 : i'll never  (jah love riddim)
- 2001 : i'll sing my song  (queen of the minstrel riddim)
- 2001 : in the right direction  (no vacancy riddim)
- 2001 : let jah be praised  (it's raining riddim)
- 2001 : moving on  (engine 54 riddim)
- 2001 : name and number  (taxi riddim)
- 2001 : oh jah  (ballroom floor riddim)
- 2001 : one bright morning  (lava riddim)
- 2001 : praise his name  (rain riddim)
- 2001 : prepare for him (avec George Nooks)  (cuss cuss riddim)
- 2001 : satisfaction guaranteed  (mama riddim)
- 2001 : shut it off  (beat down babylon riddim)
- 2001 : sincerely  (keep on moving riddim)
- 2001 : this feeling of love  (let me tell you boy riddim)
- 2001 : wanna take you home  (zion gate riddim)
- 2001 : you should know by now  (serious joke riddim)
- 2002 : born gifted and black  (funny feeling riddim)
- 2002 : can't take away  (heaven's door riddim)
- 2002 : change dem jah jah  (china town riddim)
- 2002 : i found me a love  (no show riddim)
- 2002 : i love you  (falling in love riddim)
- 2002 : never let you down  (baba boom riddim)
- 2002 : say a prayer  (vanity riddim)
- 2002 : that smile  (heartaches riddim)
- 2002 : unconditional love  (money money riddim)
- 2002 : wages of sin  (smile riddim)
- 2002 : what a whoe  (under attack riddim)
- 2003 : clean living  (da drama riddim)
- 2003 : got to be free  (hard time rock riddim)
- 2003 : nothing beat a trial remix
- 2003 : the way u hold me  (rental riddim)
- 2003 : weeping and wailing remix  (snow walk riddim)
- 2004 : be there  (life is riddim)
- 2004 : can't live without you  (serve jah riddim)
- 2004 : imminent danger  (new broom riddim)
- 2004 : mission  (in the mood riddim)
- 2004 : my love is real  (valentine riddim)
- 2004 : none can compare  (bangarang riddim)
- 2004 : on and on  (bongo nyah riddim)
- 2004 : the way you hold me  (rent a tile riddim)
- 2004 : until we meet again  (54 - 46 riddim)
- 2004 : viper  (viper riddim)
- 2004 : where is the love  (trying to conquer me riddim)
- 2004 : zion bound  (dem a worry riddim)
- 2005 : holding on to love  (boxing riddim)
- 2005 : humble rastaman  (xx-entertainment riddim)
- 2005 : i believe her  (no more will i roam riddim)
- 2005 : pour your sugar
- 2005 : showers of blessing  (caterpillar riddim)
- 2005 : study war no more blood and fire  (observer come riddim)
- 2005 : the feeling is right  (feelings riddim)
- 2005 : where will i go  (breaking up riddim)
- 2006 : hooligan  (hooligan riddim)
- 2006 : king of kings  (Swing Easy riddim)
- 2006 : seeking jah love  (memories by the score riddim)